# Inti Raymi

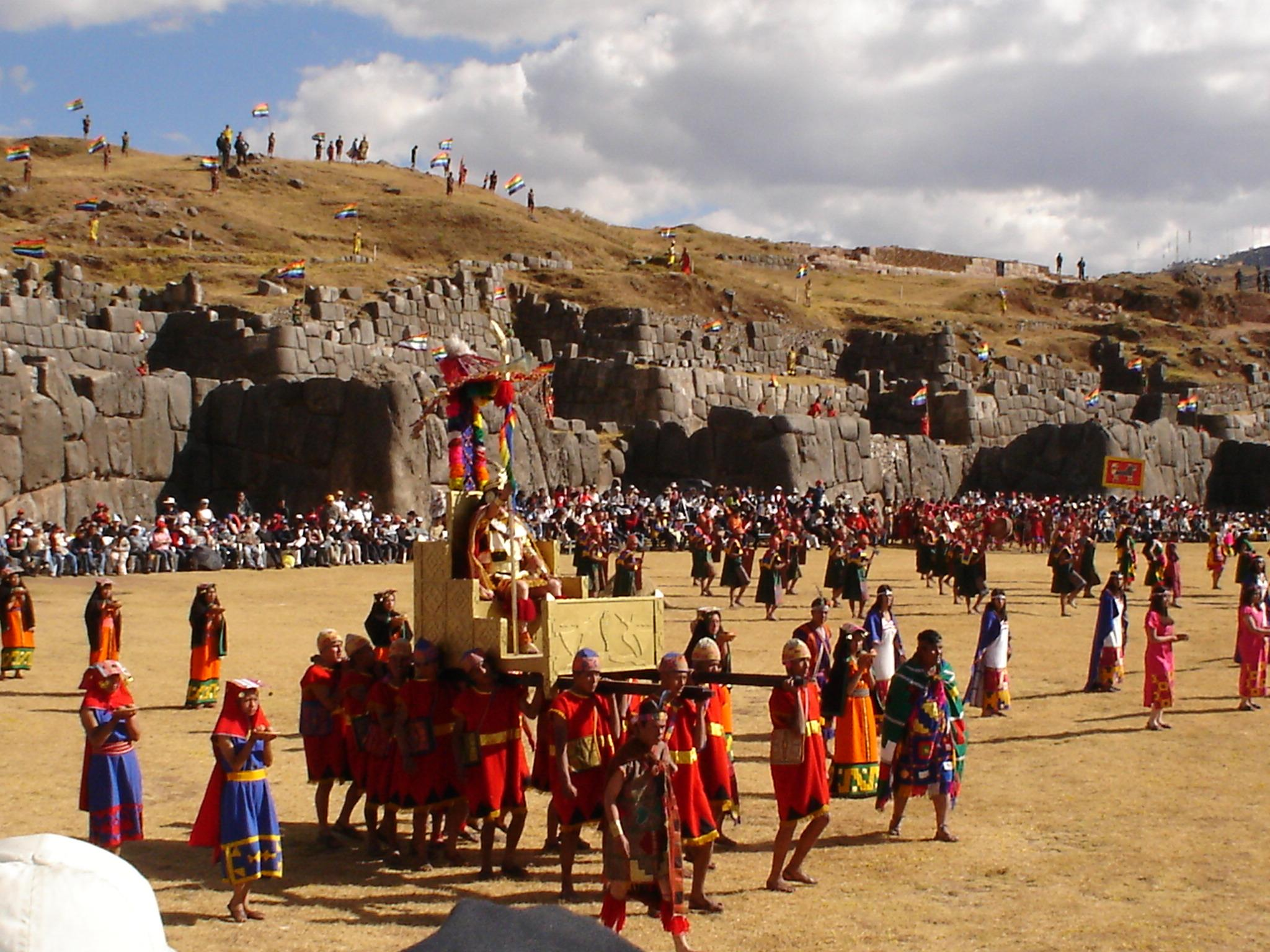
Průvod v pevnosti Sacsayhuamán

Inti Raymi (Festival Slunce) je svátek původních obyvatel And, spojený s kultem slunečního boha Intiho. Slaví se v den zimního slunovratu, který na jižní polokouli připadá na červen. Návrat Slunce znamenal v inckém náboženství začátek nového kalendářního roku a symbolizoval obnovení vesmírného řádu. 
Oslavy has údajně zavedl panovník Pachacútec Yupanqui. Konaly se v Cuzcu na hlavním náměstí Waqaypata, trvaly devět dní a byly spojeny s tancem, hostinami a obětováním lam…Účastnilo se jich až sto tisíc lidí a z celého území Tahuantinsuyo přicházeli do metropole kurakové, aby demonstrovali jednotu říše. 
Po dobytí Peru Španěly místokrál Francisco de Toledo slavnosti zakázal jako pohanský zvyk. V roce 1944 festival v pevnosti Sacsayhuamán obnovil historik Humberto Vidal Unda. Scénář akce vypracoval spisovatel a herec Faustino Espinoza Navarro, který podobu oslav rekonstruoval podle spisu, jehož autorem je Inca Garcilaso de la Vega. Termín byly spojen se dnem pracovního volna na svátek Jana Křtitele. V roce 2001 byl Inti Raymi vyhlášen peruánským kulturním dědictvím. Kromě Peru se Inti Raymi slaví také v Ekvádoru, Bolívii a Chile a v převážně římskokatolickém prostředí nabývá synkretický charakter.